# 大字笹田 (北九州市)
大字笹田（おおあざささだ）は、福岡県北九州市八幡西区の大字。住居表示未実施。郵便番号は807-1265。

## 地理
八幡西区の南端に位置し、南西は星ケ丘、西は大字野面、北は大字金剛に接し、東から南は直方市に接する。

### 河川
- 一級河川 笹尾川
- 普通河川 蕪良川
- 普通河川 奥野川
- 普通河川 後原川

### 湖沼
- 鴨ヶ谷上池
- 鴨ヶ谷中池
- 鴨ヶ谷下池
- 木床池
- 秀田上池
- 秀田下池

## 地域の特徴
町域の南部を蕪良川と奥野川が流れ、合流して笹尾川が西流する。北部には後原川が西流し、西端で笹尾川と合流する。山裾にはため池が多く点在する。町域の大半は山林であり、残りの地域も水田・畑などの農地が展開し、集落は散在している。北九州市立星ヶ丘市民センター、星ヶ丘幼稚園、舞岳神社、常楽寺、民芸窯元笹田焼喜三郎窯がある。

## 歴史
かつて木屋瀬地区は炭鉱業で栄えており、大字笹田にも炭鉱があったが、昭和中盤には閉山した。

### 地名の由来
鞍手郡笹田村より。古くは篠田とも書いた（続風土記付録）。かつてこの地に香月氏の始祖、小狭田彦が住んでおり、小狭田村と称していたのが、転訛して笹田村になったといわれる（続風土記付録）。

### 沿革
- 1878年（明治11年）11月1日 - 郡区町村編制法の福岡県での施行により、行政区画としての鞍手郡が発足。鞍手郡笹田村となる。
- 1889年（明治22年）4月1日 - 町村制施行により、木屋瀬村、野面村、笹田村、金剛村の4村が合併し、木屋瀬村が発足。笹田村は木屋瀬村大字笹田となる。
- 1898年（明治31年）9月2日 - 木屋瀬村が町制施行し木屋瀬町が発足。木屋瀬村大字笹田は木屋瀬町大字笹田となる。
- 1955年（昭和30年）4月1日 - 木屋瀬町が八幡市に編入。木屋瀬町大字笹田は八幡市大字笹田となる。
- 1963年（昭和38年）2月1日 - 八幡市、戸畑市、小倉市、若松市、門司市の5市が合併し、北九州市が発足。八幡市大字笹田は北九州市八幡区大字笹田となる。
- 1963年（昭和38年）4月1日 - 北九州市が政令指定都市に指定され、八幡区、戸畑区、小倉区、若松区、門司区の5区を設置。北九州市八幡区大字笹田は北九州市八幡区大字笹田となる。
- 1974年（昭和49年）4月1日 - 八幡区が八幡西区と八幡東区に分かれ、北九州市八幡西区大字笹田となる[6]。
- 1995年（平成7年）6月1日 - 大字笹田の一部が星ケ丘一丁目 - 七丁目になる[7]。

## 世帯数と人口
2025年（令和7年）3月31日現在（北九州市発表）の世帯数と人口は以下の通りである。
| 大字     | 世帯数  | 人口  |
| -------- | ------- | ----- |
| 大字笹田 | 280世帯 | 641人 |

### 人口の変遷
国勢調査による人口の推移。
| 1995年（平成7年）  | 655人 | [ 8 ]  |  |
| 2000年（平成12年） | 646人 | [ 9 ]  |  |
| 2005年（平成17年） | 630人 | [ 10 ] |  |
| 2010年（平成22年） | 639人 | [ 11 ] |  |
| 2015年（平成27年） | 637人 | [ 12 ] |  |
| 2020年（令和2年）  | 604人 | [ 13 ] |  |

### 世帯数の変遷
国勢調査による世帯数の推移。
| 1995年（平成7年）  | 212世帯 | [ 8 ]  |  |
| 2000年（平成12年） | 219世帯 | [ 9 ]  |  |
| 2005年（平成17年） | 224世帯 | [ 10 ] |  |
| 2010年（平成22年） | 222世帯 | [ 11 ] |  |
| 2015年（平成27年） | 224世帯 | [ 12 ] |  |
| 2020年（令和2年）  | 222世帯 | [ 13 ] |  |

## 学区
市立小・中学校に通う場合、学区は以下の通りとなる。
| 大字     | 番地 | 小学校                 | 中学校                 |
| -------- | ---- | ---------------------- | ---------------------- |
| 大字笹田 | 全域 | 北九州市立星ヶ丘小学校 | 北九州市立木屋瀬中学校 |

## 交通

### バス
| 運行事業者                        | 停留所               | 系統    |
| --------------------------------- | -------------------- | ------- |
| 西鉄バス北九州                    | 木屋瀬中学校         | 53 快速 |
| おでかけ交通 (運行：第一観光バス) | 星ヶ丘市民センター前 |         |
| おでかけ交通 (運行：第一観光バス) | 笹田                 |         |

## 施設

### 公共施設
- 北九州市立星ヶ丘市民センター
- 木屋瀬分所集会所

### 教育施設
- 星ヶ丘幼稚園

### 文化施設
- 民芸窯元笹田焼喜三郎窯

### 寺社
- 舞岳神社
- 常楽寺

### 公園
- 笹田公園
- 笹田東公園